# Johanniterkommende Braunschweig

Stadtplan von Braunschweig um 1400 (Ausschnitt).
Nr. 29: Hospital der Johanniter,
Nr. 28, 30: Areal des Johannishofes.
(Aus Urkundenbuch der Stadt Braunschweig Band 3, Blatt II.)

Die Johanniterkommende Braunschweig war eine Niederlassung des Ordens vom Hospital des Heiligen Johannes zu Jerusalem (Johanniterorden) in der Stadt Braunschweig (Niedersachsen), die vermutlich 1173/1174 gegründet wurde. 1224 wurde sie erstmals urkundlich erwähnt. 1358/9 wurde der sog. Johannishof zur Priorei der nahe gelegenen Kommende Süpplingenburg herabgestuft. 1357 hatte die Kommende Süpplingenburg auch die ehemalige Templerkommende (Tempelhof) in Braunschweig erhalten, deren Gebäude und Areal allerdings 1367 an die Kalandsbruderschaft in Braunschweig verkauft wurden, also nicht mit der Johanniterkommende Braunschweig vereinigt wurden.

## Lage
Die Niederlassung der Johanniter in Braunschweig (Johannishof) lag südwestlich der Straße Kattreppeln (hieß zwischen 1386 und 1671 by sante Johannese) zwischen zwei heute zugeschütteten Armen der Oker. Kirche, Hospital, Wohn- und Wirtschaftsgebäude lagen im nordwestlichen Teil dieses Grundstückes, während der südwestliche Bereich wohl wegen der Hochwassergefahr unbebaut war. Vom früheren Johannishof sind oberirdisch keine Reste erhalten. Kirche, Hospital und Nebengebäude wurden 1784 abgebrochen. Das Grundstück ist heute mit modernen Gebäuden bebaut.

## Geschichte
Der Johannishof wurde 1224 erstmals urkundlich genannt und ist damit die älteste Niederlassung des Johanniterordens im Gebiet des heutigen Niedersachsen. Der Johannishof soll, wie die Templerkommenden in Braunschweig und in Süpplingenburg, auf eine Gründung von Heinrich dem Löwen zurückgehen, als dieser 1173 von einer Pilgerfahrt ins Heilige Land zurückkehrte. 1224 bestätigte Pfalzgraf Heinrich, der Sohn Heinrichs des Löwen, die Stiftung seines Vaters, nahm das der Heiligen Jungfrau Maria und Johannes dem Täufer geweihte Hospital der Johanniter in seinen Schutz und verlieh der Niederlassung sämtliche Freiheiten, die die Johanniter auch in anderen Niederlassungen hatten. Das Hospital konnte durch Almosen wohltätiger Spender eingerichtet werden. 1268 besaßen die Johanniter auch das Patronat der Heilig-Geist-Kapelle gelegen vor dem hohen Thore und vier Hufen Land im Dorf Cramme. 1290 wird in einer Urkunde des Bischofs Volrad von Halberstadt das neue Haus der Johanniter in Braunschweig erwähnt. 1299 lagen die Johanniter mit dem Kloster Steterburg über die Besetzung der Pfarre in Stiddien in Streit. Dem Probst Volrad von St. Mauritius in Braunschweig gelang es in Verhandlungen nicht, eine Einigung zwischen den beiden streitenden Parteien herbeizuführen. Er konnte darum den vom Kloster Steterburg präsentierten Pfarrer Friedrich nicht in sein Amt einführen. Um 1302 (?) bekundete der damalige Kommendator Erenfrid, dass er den Meier seines Hofes in Vechelde angewiesen habe, dem Marienhospital auf kommenden Michaelistag (29. September) zwei Pfund Pfennige und drei Scheffel Roggen zu liefern. Nach dem Artikel Templer und Johanniter in Braunschweig hatte der Johannishof außerdem Grundbesitz in den Dörfern Cramme, Hötzum, Broitzem (Broytzen), Timmerlah, Schandelah und Vechelde. Stifter seien hauptsächlich die Braunschweiger Familien Stapel und Watenstedt gewesen. Den Johannitern standen außerdem von den Häusern im Pfarrbezirk der Johanniskapelle Zinsen zu. Dieser Pfarrbezirk erstreckte sich von den Häusern auf Kattreppeln, Hutfiltern und den westlichen Teil des Dammes zwischen der Dammbrücke, der langen Brücke und dem Lauenturm. Weiter gehörte den Johannitern die Südmühle bei Braunschweig, die allerdings früh (ohne Jahresangabe) verkauft wurde, und der Lindenstoven am Ulrichstor, den die Johanniter 1382 gegen Erbzins verkauften.
Um 1310 (?) verkaufte Dietrich von Peine, damals Kommendator des Johannishofes in Braunschweig mit Zustimmung eines Bruders Everhard van Dorpmunden einen Hauszins in Höhe von sieben Schillingen an Luder vom Grünen Baume.
1318 war Gebhard von Bortfeld(e) Komtur (oder Kommendator) der Johanniterniederlassungen in Braunschweig, Goslar und Quanthof. Er stammte aus einer braunschweigischen, sehr vermögenden Adelsfamilie. Im selben Jahr wurde er vom Generalgebietiger Paolo da Modena zum Generalvertreter (procurator generalis) von Sachsen, der Mark Brandenburg und dem Wendland ernannt (von Gahlbeck als Protoballei Sachsen-Brandenburg bezeichnet). 1319 wurde er vom Großmeister Foulques de Villaret zum Generalpräzeptor für die Protoballei Sachsen-Brandenburg eingesetzt. Am 23. März 1328 bestätigte er in seiner Funktion als Generalpräzeptor die Verleihung von sechs Hufen Land in Vechelde an die Kapelle des Johannishofes in Braunschweig; mit den Einnahmen sollte ein Priester in der Kapelle finanziert werden. In der Urkunde wird der damalige (Interims-)Kommendator Dietrich von Peine (Thidericus de Peynis) und der Prior Hermann von Werben genannt. 1329 verkaufte Gebhard von Bortfelde ein Haus nahe dem Johannishof an der Langen Brücke um 60 Mark Silber Braunschweigisches Gewicht und eine jährliche Rente an den Braunschweiger Bürger und Zimmermann Heinrich genannt de Borsne. Und 1335 verkaufte Gebhard von Bortfelde eine Mühle nahe dem Dorf Welede (Wehlheiden) um 50 Mark Silber an das Kreuzkloster in Braunschweig. 1358 wird mit Johann von Lüneburg der letzte Kommendator der Braunschweiger Niederlassung genannt. Danach waren nur noch Priore in Braunschweig, die Niederlassung eine Priorei der nahe gelegenen Kommende Süpplingenburg.

### Der Tempelhof in Braunschweig
1312 hatte Papst Clemens V. die Aufhebung des Templerordens und die Übertragung der Templergüter auf den Johanniterorden verfügt. Allerdings ging die Besitzübertragung kaum irgendwo ohne Schwierigkeiten vonstatten. Die Johanniter bemühten sich daraufhin, die Templerkommenden in Süpplingenburg und Braunschweig (Tempelhof) in ihren Besitz zu bekommen. Erst 1321 gelang es dem Kommendator von Braunschweig, Gerhard von Bortfeld, einen Vertrag mit dem früheren Inhaber der Templergüter in Süpplingenburg und Braunschweig, dem Herzog Otto von Braunschweig abzuschließen, der diesem die Verfügung über die früheren Templergüter bis an sein Lebensende einräumte, erst nach dessen Tod sollten sie an die Johanniter fallen. Nach dem Tod von Herzog Otto von Braunschweig zog 1345 Herzog Magnus I. von Braunschweig die Templergüter, die sein Onkel innegehabt hatte, zunächst ein und verpfändete sie an seinen entfernten Vetter Herzog Wilhelm II. Erst 1357 gelang es den Johannitern, die ihnen vertraglich eingeräumten Templergüter in Besitz zu nehmen, allerdings erst gegen eine Zahlung von 400 Mark Silber. Die seit dem Ende des Templerordens leer stehende Matthäuskapelle des Tempelhofes in Braunschweig wurde 1359 neu geweiht und der Hochaltar neu dotiert. 1359 überließen die Johanniter dem Tempelhof in Braunschweig neun Hufen in Schandelah für 120 Mark Silber. 1367 verkauften die Johanniter das Gelände des Tempelhofes einschließlich der Kapelle an die Heilig Geist-Kalandbruderschaft in Braunschweig.

### Nach der Übernahme der Templerkommende Süpplingenburg
Nachdem die Johanniter die Kommende in Süpplingenburg schließlich Ende des Jahres 1357 übernehmen konnten, wurde die dortige Burg Süpplingenburg umgebaut und zum bevorzugten Aufenthaltsort des Generalpräzeptors der Protoballei Sachsen-Brandenburg Hermann von Warberg, eines aus der Nähe von Braunschweig stammenden Adligen. Im Januar/Februar 1358 fand noch ein Balivialkapitel (Versammlung der Kommendatoren der Protoballei Sachsen-Brandenburg) in Braunschweig statt. Was genau beraten wurde, ist nicht überliefert, jedoch dürfte eines der Hauptthemen die Eingliederung der zwei ehemaligen Templerkommenden Braunschweig und Süpplingenburg gewesen sein.
Am 1. Februar 1358 verkaufte Hermann von Warberg, der (General-)Präzeptor der Johanniter in Sachsen, der Mark Brandenburg, Pommern und dem Wendland den von den Templern überkommenen Zehnten, eine Hufe und einen Hof in Bornum (Gemeinde Börßum, Lkr. Wolfenbüttel) an das Marienspital in Braunschweig bzw. dessen Träger, dem Rat der Altstadt Braunschweig und den Vormündern des Spitals. In dieser Urkunde wird mit Johannes von Lüneburg zum letzten Mal ein Kommendator der Braunschweiger Niederlassung genannt.
Am 29. Juli 1359 verkaufte der Generalpräzeptor Hermann von Warberg die Kommende Quanthof (Ortsteil Benstorf im Flecken Salzhemmendorf, Landkreis Hameln-Pyrmont) an Siegfried von Homburg. In dieser Urkunde ist bereits kein Kommendator von Braunschweig mehr genannt, sondern nur noch der Prior der Braunschweiger Niederlassung Jan van der Heyde. Im selben Jahr (20. September 1359) wurde die seit 1312 leer stehende frühere Templer- oder Matthäi-Kapelle neu geweihlt. Zur Ausstattung des Hauptaltars übereignete Hermann von Warberg der Kapelle neun Hufen in Schandelah und zwei Wortzinse in Braunschweig. Auch in dieser Urkunde wird nur noch der Prior Johann von Heyde genannt, kein Kommendator.
Um 1367 plante der Generalpräzeptor Hermann von Warberg in Süpplingenburg eine Art Großkommende, der die Johanniterniederlassungen in Braunschweig, Gartow, Goslar, Werben und Wietersheim unterstellt oder eingegliedert werden sollten. Möglicherweise sollte Süpplingendorf zum Sitz des Präzeptors (oder Herrenmeisters) für Sachsen, der Mark, Pommern und das Wendland ausgebaut werden. Unter seinem Nachfolger, dem altmärkischen Adligen Bernhard von der Schulenburg wurden diese Pläne aufgegeben, die Kommenden Gartow, Werben und Wietersheim blieben selbständig. Die Niederlassungen in Braunschweig und Goslar blieben dagegen Prioreien. Der Johannishof in Braunschweig und die Priorei Zum Heiligen Grab in Goslar wurden der Kommende Süpplingenburg unterstellt.
1420 bestätigte Prior Heinrich in Braunschweig, dass der Quanthof (zwischen Benstorf, (Flecken Salzhemmendorf) und Mehle, Stadt Elze) aufgrund eines Privilegs von Papst Coelestin III. exemt sei. Der Grund für die Ausstellung dieser Urkunde ist nicht ganz ersichtlich, denn der Quanthof war bis 1359 eine eigenständige Kommende der Johanniter, bevor er in diesem Jahr vom Herrenmeister Hermann von Warberg an Siegfried von Homburg verkauft wurde.
Verbunden mit der Johanniskapelle in Braunschweig war auch eine Elendsgilde (1422). Aus dem Hospital (oder mit ihm verbunden) entstand in der ersten Hälfte des 15. Jahrhunderts ein Beginenhaus, in dem 1435 die Begine Ludeke/Ludovika Menken wirkte.
Am 3. Juli 1451 schenkte Herzog Friedrich II. von Braunschweig-Lüneburg die Pfarrkirche in Fallersleben (Stadt Wolfsburg) an die Johanniter in Braunschweig. Die zwei erhaltenen Urkunden zu dieser Schenkung widersprechen sich allerdings ein wenig. Nach der einen Urkunde sollte die Schenkung in Fallersleben eine selbständige Niederlassung werden, nach der zweiten Urkunde war eine Vereinigung mit der Braunschweiger Priorei vorgesehen. Was aus der Schenkung wurde, ist mangels Urkunden nicht bekannt.
Adelheid Jacobs, Bürgerin von Braunschweig stiftete noch 1516 ein ewiges Licht in der Johanniskapelle.

## Gebäude
Im Wochenblatt der Johanniterordens-Balley Brandenburg von 1885 wird das Kirchlein St. Johannis näher beschrieben, angeblich nach einer im Stadtarchiv befindlichen Zeichnung. Nach dieser Angabe handelte es sich um eine schmucklose gotische Kapelle mit zwei Portalen und zwei spitzbogigen Fenstern an der Frontseite (Nordseite?). Das eine Portal war mit zwei Statuen geschmückt. Auf dem Dach befand sich ein zierlicher Dachreiter. Neben dem Johannes dem Täufer geweihten Hochaltar gab es noch einen weiteren Simon und Judas geweihten Altar, der 1328 von Herwich von Watenstedt beschenkt worden war. An den Wänden befanden sich Bilder (oder war die Kapelle ausgemalt?) der Jungfrau Maria und Johannes des Täufers. Ludolf Netweg machte eine Stiftung (kein Datum angegeben), mit der jeden Sonntagabend und an bestimmten Festtagen nach beendeter Vesper vor dem Marienbild sieben Kerzen angezündet werden sollten.

## Nachnutzung und späteres Schicksal des Johannishofes
Mit der Einführung der Reformation in Braunschweig 1528 wurde die Kapelle des Johannishofes geschlossen und 1549 an den Rat der Stadt verkauft. Sie stand lange leer, wurde aber 1573 neu geweiht und der St. Ulrici-Gemeinde übergeben. Zwischen 1671 und 1718 war sie Garnisonskirche. 1784 wurde sie zusammen mit den anderen Gebäuden des Johannishofs abgerissen.
Das Hospital, das zu Beginn des 16. Jahrhunderts in ein Beginenhaus umgewandelt worden war (oder dem das Beginenhaus angeschlossen war), wurde zusammen mit der Kirche 1549 an den Rat der Stadt Braunschweig verkauft. 1564 veräußerte der Rat der Stadt das Grundstück ohne die Kirche an Fritz von der Schulenburg und Dietrich von Quitzow. 1655 kaufte der Rat der Stadt den Quitzowschen Anteil zurück. Das Grundstück wurde nun geteilt. Der Rat erhielt den unbebauten südwestlichen Teil und legte darauf einen Kräutergarten an. Mit den geernteten Kräutern wurde die städtische Apotheke versorgt.
1543 wurde das Archiv des Johannishofes nach Süpplingenburg gebracht, wo es 1615 beim verheerenden Brand der dortigen Kommendegebäude verlorenging.
1978 gab es noch eine Subkommende und die Johanniter-Hilfsgemeinschaft in Braunschweig sowie eine Niederlassung der Malteser.

## Größe des Konvents
Der Konvent des Johannishofes war nie besonders groß. In einer Urkunde von 1328 werden genannt: der Kommendator Thidericus de Peynis, der Prior Hermannus de Werben, Henricus de Oesen und die Brüder Hermannus W(o)lframmi, Bertrammus de Dammone, Conradus Holtnicker und David Kronesben. In der Urkunde von 1329 werden genannt der Prior Heinrich von Crevise, Heinrich von Oesen und die Brüder Johannes genannt Hernludiken und Hermannus Holtnikken.

## Kommendatoren/Komture und Priore
- 1298–1302 Ulrich Schwabe, Komtur von Braunschweig, Gardow und Mirow[25], 1303 war er auch Komtur von Nemerow, 1297 Kommendator in Lossen (Schlesien)[26]
- 1302 bis April 1313 Erenbert/Elmbert/Erembert[1][27]
- vor 1318–1323, 1329–34 Gebhard von Bortfeld, Komtur von Braunschweig (und 1318-1323-?1336 in Goslar, und 1318–28 in Quanthof)[25][28], 1323 ist er praeceptor generalis et specialis für Sachsen, der Mark Brandenburg und das Wendland, 1318 Conrad von Dorstadt, Prior[1]
- 1323 Dietrich von Peine, zunächst procurator und Stellvertreter von Gebhard von Bortfeld
- ab 1328 Dietrich von Peine, Kommendator, Heinrich von Werben, Prior[1]
- 1329 Henricus de Crevise, Prior[11]
- 1340 Johannes von Honlage/Holneghe,[3][29] Ludolf von Goslar, Prior[1][29]
- 1358 Johannes von Lüneburg, letzter Kommendator[3][14]
- 1359 Jan von der Heyde, Prior zu Braunschweig[30][1] Thilo de Dammone und Conradus Eler, provisores des Hospitals[14]
- 1367–1369 Johannes von Stöven, Prior[31][1]
- 1383 Nicolaus, Prior[1]
- 1406–1414 Heinrich von Wendeburg, Prior[1]
- 1420 Heinrich, Prior[21]
- 1431 Bernd Schönewald, Prior, war von 1427 bis 1429 Pfarrer des Johanniter-Ordenshauses in Stargard (Stargard Szezeciński) in Pommern[32]
- 1438 Georg Krüger, Prior[33]
- 1449–1451 Jurgen Kruger, Prior[34][1]
- 1459 Peter Kynbawer/Kanbawer, Prior[1]
- 1460 Gerhard Bisbeck/Wisbeck, Prior[1]
- 1476 Hermann Knackenhover/Knochenhauer, Prior[1]
- 1515 Hermann Gernegast, Prior[1]
- 1553 Joachim von Holstein[35]

## Belege